# The Waiting Soul
The Waiting Soul è un film muto del 1917 diretto da Burton L. King. Sceneggiato da Wallace Clifton su una storia dallo stesso titolo di Marion Short pubblicata su Snappy Stories dell'agosto 1914, il film aveva come interpreti Olga Petrova, Mahlon Hamilton, Mathilde Brundage, Wyndham Standing.

## Trama
Grace Vaughan vive felicemente con Dudley Kent che, per lei, ha lasciato la moglie. Quando giunge la notizia che il figlio di Kent è morto, lui ritorna dalla moglie, accusando Grace di essere la causa del suo matrimonio fallito. Abbandonata e senza mezzi, Grace cerca un lavoro ma va a finire nella casa equivoca di Marie D'Arcy dove incontra Willard Ashbrook, al quale chiede aiuto. Grazie ad Ashbrook, trova lavoro come infermiera. Assiste Stuart Brinsley, un giovane milionario che soffre di febbri tifoidee. I due si innamorano e si sposano. La donna vive momenti di intensa felicità a cui si alternano momenti di terrore, perché teme che il suo passato venga alla luce. Quando scopre di essere incinta, confessa tutto al marito: ma lui la rassicura, rivelandole che conosceva già il suo passato e che l'ha amata comunque.

## Produzione
Il film fu prodotto dalla Popular Plays and Players Inc.

## Distribuzione
Il copyright del film, richiesto dalla Popular Plays and Players, Inc., fu registrato il 31 marzo 1917 con il numero LP10483.
Distribuito dalla Metro Pictures Corporation, il film uscì nelle sale cinematografiche statunitensi il 2 aprile 1917.
Copia completa della pellicola si trova conservata negli archivi del George Eastman House di Rochester.